# Pimpla bistricta
Pimpla bistricta är en stekelart som beskrevs av Morley 1916. Pimpla bistricta ingår i släktet Pimpla och familjen brokparasitsteklar. Inga underarter finns listade i Catalogue of Life.